# Fourplay
I Fourplay sono un gruppo musicale jazz statunitense costituitosi nel 1991. I membri della formazione originale furono il tastierista Bob James, il chitarrista Lee Ritenour, il bassista Nathan East e il batterista Harvey Mason.  Nel 1998 Lee Ritenour lasciò il gruppo e venne sostituito da Larry Carlton. Nel 2010 lo stesso Carlton ha deciso di seguire il suo progetto da solista ed è stato sostituito dal chitarrista Chuck Loeb.
Il gruppo ha riscosso un consistente successo sia dal punto di vista artistico che commerciale mediante l'innesto di elementi Rhythm and blues e pop su consolidate basi jazz. In un arco di diciassette anni e dieci album, il quartetto ha continuato a esplorare le infinite dimensioni e permutazioni di jazz mantenendo al tempo stesso un notevole appeal con un vasto pubblico.
Il loro primo disco, Fourplay, uscito nel 1991, vendette oltre un milione di copie e rimase al primo posto nella classifica Billboard per 33 settimane. Il successivo, Between the Sheets del 1993, raggiunse anch'esso il numero uno e ricevette una nomination per il Grammy. Il terzo, Elixir, pubblicato nel 1995, ricevette il disco d'oro e raggiunse il primo posto, come i due precedenti, rimanendo in classifica per oltre 90 settimane.
I Fourplay hanno ricevuto uno speciale riconoscimento dal Congresso degli Stati Uniti per il loro contributo all'industria discografica.

## Discografia
- 1991 - Fourplay
- 1993 - Between the Sheets
- 1995 - Elixir
- 1997 - The Best of Fourplay
- 1998 - 4
- 1999 - Snowbound
- 2000 - Yes, Please
- 2002 - Heartfelt
- 2004 - Journey
- 2006 - X
- 2008 - Energy
- 2010 - Let's Touch the Sky
- 2012 - Esprit De Four
- 2015 - Silver